# Probabilité de commutativité
En mathématiques et plus précisément en théorie des groupes, la probabilité de commutativité (également appelée probabilité de commutation, degré de commutativité ou degré de commutation) d'un groupe fini est la probabilité que deux éléments choisis au hasard commutent,. Elle peut être utilisée pour mesurer à quel point un groupe fini est proche d'être abélien.

## Définition
Soit {\displaystyle G} un groupe fini. On définit {\displaystyle p(G)} comme le nombre moyenné de paires d'éléments de {\displaystyle G} qui commutent :
{\displaystyle p(G):={\frac {1}{\#G^{2}}}\#\left\{(x,y)\in G^{2}\colon xy=yx\right\}.}
Si on considère la loi uniforme sur {\displaystyle G^{2}}, {\displaystyle p(G)} est la probabilité que deux éléments de {\displaystyle G} choisis au hasard commutent. C'est pourquoi {\displaystyle p(G)} est appelée la probabilité de commutativité de {\displaystyle G}.

## Résultats
- Le groupe fini {\displaystyle G} est abélien si et seulement si {\displaystyle p(G)=1}.
- On a

{\displaystyle p(g)={\frac {k(G)}{\#G}}}
où {\displaystyle k(G)} est le nombre de classes de conjugaison de {\displaystyle G}.
- Si {\displaystyle G} n'est pas abélien, alors {\displaystyle p(G)\leq 5/8} (ce résultat est parfois appelé le théorème 5/8[3]) et cette borne supérieure est atteinte: il existe une infinité de groupes finis {\displaystyle G} tels que {\displaystyle p(G)=5/8}, le plus petit est le groupe diédral  d'ordre 8.
- Il n'y a pas de borne inférieure uniforme pour {\displaystyle p(G)}. En fait, pour tout entier naturel {\displaystyle n} non nul, il existe un groupe fini {\displaystyle G} tel que {\displaystyle p(G)=1/n}.
- Si {\displaystyle G} n'est pas abélien mais est simple, alors {\displaystyle p(G)\leq 1/12} (cette borne est atteinte pour {\displaystyle {\mathfrak {A}}_{5}}, le groupe alterné d'ordre 5).

## Généralisations
- La probabilité de commutativité peut être définie pour d'autres structures algébriques comme les anneaux finis[4].
- La probabilité de commutativité peut être définie pour des groupes compacts infinis ; la mesure de probabilité est alors, après renormalisation, la mesure de Haar[5].